# Georg Ernst von Kleist
Georg Ernst von Kleist (im Juchower Kirchenbuch auch als Jürgen Ernst von Kleist eingetragen; * 12. August 1716 in Juchow, Kreis Neustettin; † 2. Dezember 1785 in Dallentin, Kreis Neustettin) war ein preußischer Landrat im Herzogtum Pommern.

## Herkunft und familiäres Umfeld
Georg Ernst von Kleist stammte aus dem Zweig Raddatz des alten pommerschen uradeligen Geschlechts von Kleist. Er wurde als jüngster Sohn des Georg Heinrich von Kleist (1674–1743), Erbherrn auf Raddatz und Juchow, und der Catharina Maria von Kleist (1676–1753), Tochter von Joachim Daniel von Kleist († 1709), am 12. August 1716 geboren.

## Leben
Georg Ernst von Kleist wurde nicht, wie bei den jüngeren Söhnen der Familie üblich, Berufsoffizier, sondern wählte stattdessen eine Karriere als Verwaltungsbeamter. Es ist zwar nicht ausdrücklich überliefert, aber zu vermuten, dass er Rechtswissenschaft studiert hatte, denn das später von ihm verwaltete Amt eines Landrates des Neustettiner Kreises erforderte Rechtskundigkeit, da die Landräte den Herzog von Pommern auch auf Gerichtstagen vertreten mussten.
Kleist wurde zunächst an einem nicht mehr feststellbaren Tag preußischer Kriegsrat. Erstmals erscheint er als solcher in einer Urkunde am 12. September 1743, und als Kriegs- und Domänenrat im Trauregister des Kirchenbuches von Raddatz am 9. Juli 1745. Kriegsräte waren Beamte, die dafür zu sorgen hatten, dass die Steuern für die Kriegskasse ordentlich erhoben und eingezogen wurden. Auch wann er zum Landrat ernannt wurde, ist datumsmäßig nicht mehr zu bestimmen. Erstmals erscheint er als Kriegs- und Landrat seit 1765. Das Amt eines pommerschen Landrates war nicht mit dem späteren preußischen Landrat zu vergleichen, da seine Aufgabe nicht, wie später, in der Verwaltung eines Landkreises bestand. Die Landräte im alten Herzogtum Pommern waren vielmehr landständische Vertreter, die seit dem Rezeß von Stargard vom 11. Juli 1654 von den Landständen dem Herzog vorgeschlagen und von diesem bestätigt werden mussten. Sie waren die wichtigsten Ratgeber des Herzogs auf den Landtagen, konnten aber auch jederzeit vom Herzog zur Beratung an den Hof einberufen werden. Sie berieten die Herzöge in allen wichtigen Fragen, auch bei Gerichtstagen und mussten daher rechtskundig sein. Sie wurden ferner als Gesandte verwendet oder in bestimmten Kommissionen eingesetzt. Am ehesten waren sie mit den späteren Abgeordneten eines Provinziallandtages vergleichbar, denn sie vertraten nicht nur gesamtpommersche Interessen, sondern auch die Wünsche ihres jeweiligen heimischen Bezirks. So war Georg Ernst von Kleist Landrat des Neustettiner Kreises.
Georg Ernst von Kleist war seit dem 9. Juli 1745 mit Wilhelmine Philippine von Kleist (* 1720), Tochter des Kgl. preußischen Generalfeldmarschalls Henning Alexander von Kleist und Ritter des Schwarzen Adlerordens, verheiratet. Aus dieser Ehe stammten die beiden Töchter Marie Charlotte Ernstine (1747–1763) und Alexandrine Clara Wilhelmine (1749–1749).